# Fan art

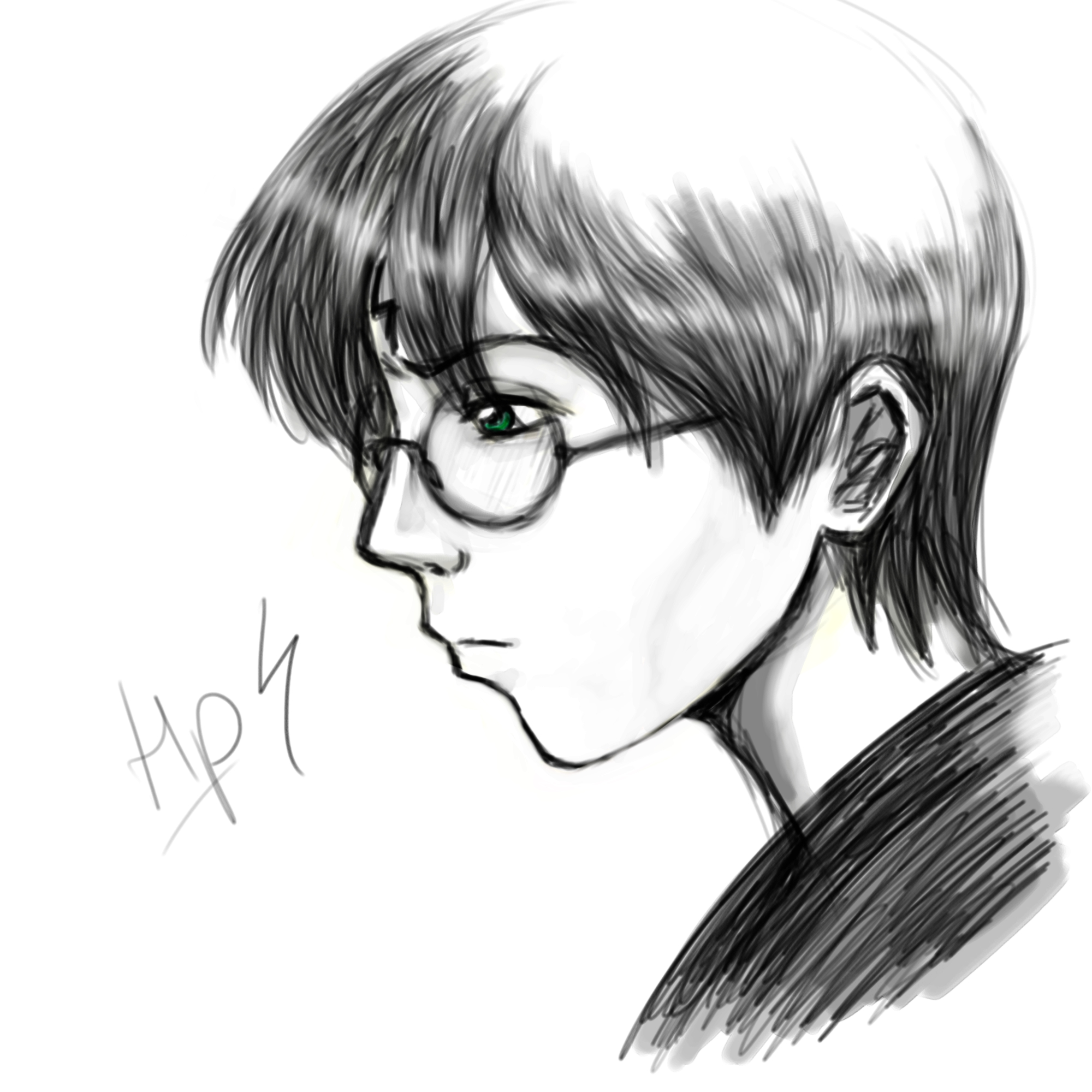
Fan art de Harry Potter

El fan art ('art dels fans') és l'art creat per fans d'una obra de ficció basant-se en els seus personatges o conceptes. En general, aquest art no és ni encarregat ni promocionat pels autors de les obres originals. La major part del fan art consisteix en obres pictòriques, però també són relativament comunes les obres literàries. En moltes jurisdiccions encara no s'ha aclarit com encaixa el fan art en el dret d'autor, especialment quan no es duu a terme amb ànim de lucre. Algunes obres originalment concebudes com a fan art han acabat desenvolupant el seu propi univers. N'és un exemple la novel·la Cinquanta ombres d'en Grey, que inicialment era fan art literari de la saga Crepuscle.